# YOLO House
YOLO (YOLO сокр. от You Only Live Once — «Ты живёшь только раз») — казахстанское творческое объединение тиктокеров (тиктокерский дом), живущих совместно в одной локации в Алма-Ате. В 2021 году YOLO House был самым популярным в мире по количеству подписчиков.

## История
Тиктокерский дом YOLO House основан 2 октября 2020 года в Алма-Ате Азатом Халимовым и Максом Борисовым. В 2021 году Макс покинул проект и YOLO House стали частью JKS Entertainment во главе с Бексултаном Казыбеком. В первоначальный состав тикток-хауса вошли шесть участников — Алина Ким, Адалят Бакиева, Радион Кан, Ренат Исираилов, Батырхан Еркин и Аслан Сериков. В 2021 году к ним присоединилась Томирис Данияр, в 2022 году тикток-хаус покинули Алина Ким и Ренат Исираилов, а Анастасия Ким — присоединилась к проекту.
В августе 2021 года YOLO House стал самым популярным тикток-хаусом в СНГ, а в сентябре 2021 года — наиболее популярным в мире, обогнав Hype House.
8 декабря 2021 года XO Team обогнали YOLO House, став самым популярным тикток-хаусом в мире.
12 января 2022 года тикток-хаус выпустил собственную мобильную игру «Yolo House Run», набравшую более 2 млн скачиваний.
В настоящее время YOLO House является вторым в мире по количеству подписчиков, которое составляет более 26,4 миллионов пользователей.

## Участники

### Текущие участники
| Участник     | Настоящее имя  | Количество подписчиков (млн) | Годы   |
| ------------ | -------------- | ---------------------------- | ------ |
| @adaliatta   | Адалят Бакиева | 20,1                         | с 2020 |
| @raidess     | Радион Кан     | 18,3                         | с 2020 |
| @batyr.white | Батырхан Еркин | 11,3                         | с 2020 |
| @tomusshkaa  | Томирис Данияр | 6,6                          | с 2021 |
| @japyr667    | Аслан Сериков  | 5,2                          | с 2020 |
| @annestakim  | Анастасия Ким  | 3,9                          | с 2022 |

### Бывшие участники
| Участник       | Настоящее имя   | Количество подписчиков (млн) | Годы      |
| -------------- | --------------- | ---------------------------- | --------- |
| @homm9k        | Алина Ким       | 49,6                         | 2020-2022 |
| @rendi_popping | Ренат Исираилов | 16,5                         | 2020-2022 |